# Tityus magnimanus
Tityus magnimanus — gatunek skorpiona. 

## Wstęp
Gatunek posiada kolec subakularny, który jest pozostałością po prehistorycznych przodkach skorpionów. Chociaż nie zbadano siły jadu, uważa się, iż jest on dość silny, aby zagrozić zdrowiu i życiu dzieci oraz osób starych lub osłabionych.

## Wygląd
Ubarwienie w odcieniach brązowego z domieszkami czerwonego. Wielkość 5-6cm.

## Występowanie
Zamieszkuje wilgotne lasy Wenezueli.